# عبدالمجید حسینی‌راد
عبدالمجید حسینی‌راد (زاده ۱۳۳۸- درگذشته ۱۳۹۳) نقاش ایرانی بود.

## زندگی
عبدالمجید حسینی‌راد متولد ۱۳۳۸ در بهبهان بود. او در طول فعالیت علمی خود دانشیار دانشکده هنرهای تجسمی، پردیس هنرهای زیبا و دانشگاه تهران را بر عهده داشت. حسینی‌راد مدرک کارشناسی نقاشی خود را از دانشکده هنرهای زیبا دانشگاه تهران و مدرک کارشناسی ارشد هنرهای تجسمی را از دانشگاه رن ۲ فرانسه و دکترای هنرهای تجسمی را از همین دانشگاه دریافت کرده بود.این هنرمند یكی از پژوهشگران هنر بود و در زمان حیات به تحقیق در بسیاری از مباحث هنر تجسمی در قالب كتاب و مقاله پرداخت. حسینی راد سال ۱۳۸۴ به مدت چند ماه مدیر کل هنرهای تجسمی و سرپرست موزه هنرهای معاصر تهران بود.

## فعالیت ها
- دبیر نمایشگاه بیان تمثیلی در نقاشی نوگرای ایران (۱۳۷۹ موزه هنرهای معاصر تهران)
- عضو شورای سیاست گذاری و هیات انتخاب دومین نمایشگاه طراحی تهران (۱۳۷۹ موزه هنرهای معاصر تهران)
- عضو شورای سیاست گذاری و هیات انتخاب پنجمین دوسالانه نقاشی ایران (۱۳۷۹ موزه هنرهای معاصر تهران)
- دبیر همایش و عضو شورای سیاست گذاری و انتخاب نمایشگاه نگاه معنوی (۱۳۸۲ موزه هنرهای معاصر تهران)
- دبیر اولین و دومین نمایشگاه هنر مفهومی ایران(هنر جدید)(۱۳۸۰و۱۳۸۱ موزه هنرهای معاصر ایران)
- عضو شورای سیاست گذاری و هیات انتخاب سومین نمایشگاه هنر جدید (۱۳۸۲ موزه هنرهای معاصر تهران)
- عضو شورای سیاست گذاری و هیات انتخاب ومدیر کاتالوگ نمایشگاه هنر جدید پرواز - پایداری ( ۱۳۸۶ موسسه فرهنگی هنری صبا)
- سردبیر نشریه هنرهای تجسمی - سال ۱۳۸۲-۱۳۸۶ (از انتشارات سوره مهر حوزه هنری)
- عضو هیأت تحریریه مجله علمی پژوهشی هنرهای زیبا - هنرهای تجسمی، از شماره ۳۸ - ۱۳۸۸[۳]

## داوری
- عضو شورای سیاست گذاری و انتخاب و داوری آثار سومین دوسالانه بین المللی نقاشی جهان اسلام (فرهنگستان هنر ۱۳۸۳)[۴]

## انتشارات
«خط و سایه‌ها» (مجموعه داستان)، «منظر نقاشی معاصر»، «از باروک تا سوررئالیسم»، «مبانی هنرهای تجسمی» و «یادنامه کمال‌الدین بهزاد» از تالیفات حسینی‌راد است.

## درگذشت
عبدالمجید حسینی راد نقاش، پژوهشگر و استاد دانشگاه بر اثر ایست قلبی در سال ۱۳۹۳ و در سن ۵۵ سالگی درگذشت.